# 브라보 (잡지)
브라보(독일어: Bravo)는 독일어권 내에서 가장 큰 청소년 잡지이다. 첫 번째 호는 1956년에 발행되었다.